# Sofia Z-4515
Sofia – Z 4515 är ett seriealbum från 2005, baserat på den polska romen Sofia Taikons (död 2005) upplevelser i koncentrationslägren i Auschwitz och Ravensbrück, och hur hon som fjortonåring kom med de vita bussarna till Sverige. Z-4515 syftar på det fångnummer som tatuerades in på hennes arm.
Seriealbumet är skrivet av Gunilla Lundgren och illustrerat av Amanda Eriksson.
Seriealbumet såldes bland annat som gatutidning i början av 2015 av rumänska romer. och finns även som skolmaterial med extra faktamaterial och lärarhandledning.